# Élections législatives de 1936 en Guadeloupe
Les élections législatives de 1936 en Guadeloupe ont eu lieu les 1er et 8 mai dans le département de la Guadeloupe dans le cadre des élections législatives françaises de 1936, sous la IIIe République.

## Mode de scrutin
La Chambre des députés est composée de 614 sièges pourvus au Scrutin uninominal majoritaire à deux tours, avec au moins un député par arrondissement.
Le mode de scrutin suit la Loi du 21 juillet 1927.
Pour être élu il faut :
- la majorité absolue des suffrages exprimés ;
- un nombre de suffrages égal au quart des électeurs inscrits.

Au deuxième tour la majorité relative suffit. En cas d'égalité c'est le plus âgé qui est élu.
Dans le département de la Guadeloupe, deux députés sont à élire, dans le cadre des circonscriptions qui sont les mêmes depuis 1881.

## Élus
| Circonscription | Député sortant  | Parti ou Nuance | Parti ou Nuance | Groupe             | Député sortant   | Parti ou Nuance | Parti ou Nuance               | Groupe                                       |
| --------------- | --------------- | --------------- | --------------- | ------------------ | ---------------- | --------------- | ----------------------------- | -------------------------------------------- |
| 1re             | Gratien Candace |                 | Rad ind         | Gauche radicale    | Gratien Candace  |                 | Radical indépendant           | Gauche démocratique et radicale indépendante |
| 2e              | Eugène Graëve   |                 | Rad-soc         | Radical socialiste | Maurice Satineau |                 | Union socialiste républicaine | Union socialiste et républicaine             |

## Résultats

### Première circonscription
- Elle regroupe la côte sous-le-vent et le sud de la Basse-Terre, avec les communes de Deshaies, Pointe-Noire, Bouillante, Vieux-Habitants, Baillif, Saint-Claude, Basse-Terre, Gourbeyre, Vieux-Fort, Trois-Rivières, Capesterre-Belle-Eau, Goyave.
- S'y ajoute les trois communes de Marie-Galante, Saint-Barthélémy, Saint-Martin et les deux communes des Saintes.

- Eugène Graëve (Rad-soc) est le député sortant de la deuxième circonscription.

| Parti          | Parti          | Candidat               | Premier tour | Premier tour |
| Parti          | Parti          | Candidat               | Voix         | %            |
| -------------- | -------------- | ---------------------- | ------------ | ------------ |
|                | Rad ind-AD     | Gratien Candace *      | 8 795        | 64,96        |
|                | Rad-soc        | Eugène Graëve (*)      | 3 454        | 25,51        |
|                | SFIO           | Hildevert-Adolphe Lara | 1 291        | 9,54         |
|                |                |                        |              |              |
| Inscrits       | Inscrits       | Inscrits               | 21 426       | 100,00       |
| Votants        | Votants        | Votants                | 13 665       | 63,78        |
| Abstention     | Abstention     | Abstention             | 7 761        | 36,22        |
| Blancs et nuls | Blancs et nuls | Blancs et nuls         | 125          | 0,91         |
| Exprimés       | Exprimés       | Exprimés               | 13 540       | 99,09        |

### Deuxième circonscription
- Elle regroupe toute la Grande-Terre, plus le nord de la Basse-Terre, avec les communes de Baie-Mahault, Lamentin, Petit-Bourg et Sainte-Rose.
- S'y ajoute la commune insulaire de La Désirade.

- Eugène Graëve (Rad-soc), élu depuis 1928 se présente dans la première circonscription.

| Parti          | Parti                 | Candidat             | Premier tour | Premier tour | Ballotage | Ballotage |
| Parti          | Parti                 | Candidat             | Voix         | %            | Voix      | %         |
| -------------- | --------------------- | -------------------- | ------------ | ------------ | --------- | --------- |
|                | Soc fr-USR (ex Rép G) | Maurice Satineau     | 5 824        | 44,86        | 9 929     | 60,38     |
|                | Rad-soc               | Roland René-Boisneuf | 4 526        | 34,86        | 6 460     | 39,29     |
|                | Soc ind-USR           | Lyonnel Méloir       | 975          | 7,51         | 11        | 0,07      |
|                | Com-PP                | Max Bloncourt        | 530          | 4,08         | 9         | 0,06      |
|                | Soc ind               | Adrien Bourgarel     | 330          | 2,54         | 15        | 0,09      |
|                | USR                   | Michel Tacita        | 228          | 1,77         | 8         | 0,05      |
|                | Soc ind               | André Nata           | 208          | 1,60         | 7         | 0,04      |
|                | Rad-soc               | Odet-Denys           | 200          | 1,54         | 5         | 0,03      |
|                | SFIO                  | Paul Valentino       | 163          | 1,26         |           |           |
|                |                       |                      |              |              |           |           |
| Inscrits       | Inscrits              | Inscrits             | 27 363       | 100,00       | 28 119    | 100,00    |
| Votants        | Votants               | Votants              | 13 252       | 48,43        | 16 720    | 59,46     |
| Abstention     | Abstention            | Abstention           | 14 111       | 51,57        | 11 399    | 40,54     |
| Blancs et nuls | Blancs et nuls        | Blancs et nuls       | 269          | 2,04         | 276       | 1,65      |
| Exprimés       | Exprimés              | Exprimés             | 12 982       | 97,96        | 16 444    | 98,35     |